# Вотергейт (Флорида)
Вотергейт (англ. Watergate) — переписна місцевість (CDP) в США, в окрузі Палм-Біч штату Флорида. Населення — 3459 осіб (2020).

## Географія
Вотергейт розташований за координатами 26°20′9″ пн. ш. 80°12′45″ зх. д. / 26.33583° пн. ш. 80.21250° зх. д. (26.335858, -80.212601).  За даними Бюро перепису населення США в 2010 році переписна місцевість мала площу 1,06 км², уся площа — суходіл.

## Демографія
Згідно з переписом 2010 року, у переписній місцевості мешкали 2942 особи в 1003 домогосподарствах у складі 712 родин. Густота населення становила 2780 осіб/км².  Було 1106 помешкань (1045/км²).
Расовий склад населення:
| - 85,3 % — білих - 5,0 % — чорних або афроамериканців - 1,6 % — азіатів - 1,2 % — корінних американців - 4,1 % — осіб інших рас |

До двох чи більше рас належало 2,9 %. Частка іспаномовних становила 20,1 % від усіх жителів.
За віковим діапазоном населення розподілялося таким чином: 23,1 % — особи молодші 18 років, 68,4 % — особи у віці 18—64 років, 8,5 % — особи у віці 65 років та старші. Медіана віку мешканця становила 38,5 року. На 100 осіб жіночої статі у переписній місцевості припадало 102,3 чоловіків;  на 100 жінок у віці від 18 років та старших — 103,9 чоловіків також старших 18 років.
Середній дохід на одне домашнє господарство  становив 51 531 долар США (медіана — 42 391), а середній дохід на одну сім'ю — 54 546 доларів (медіана — 48 352). За межею бідності перебувало 30,4 % осіб, у тому числі 45,5 % дітей у віці до 18 років та 26,2 % осіб у віці 65 років та старших.
Цивільне працевлаштоване населення становило 1598 осіб. Основні галузі зайнятості: освіта, охорона здоров'я та соціальна допомога — 20,7 %, роздрібна торгівля — 15,9 %, будівництво — 11,8 %, транспорт — 10,3 %.